# Våradonis
Våradonis (Adonis vernalis) är en flerårig växt som tillhör familjen ranunkelväxter.

## Beskrivning
Våradonis har ett tuvlikt växtsätt, blir 10 till 50 cm hög och har stjälkar med några upprätta grenar. Bladen är finflikiga, mörkgröna och har ett kort skaft. Blommar från april till juni med intensivt gula, koppformiga blommor, som är 3,5 till 7,5 cm breda. Blomman, som saknar nektar.  är "vaken" bara under dygnets ljusa timmar, och sluter sig till en knopp, "blundar," under natten.
Våradonis är mycket giftig. Exempel på ämnen, som kan utvinnas ur våradonis är:
- Aconitiksyra
- Adonidin med liknande egenskaper som digitoxin
- Adonitoxin, som är en cardenolidglykosid
- Cymarin

## Biotop
Våradonis är sällsynt i Sverige, och där fridlyst. Den kan återfinnas på öppen, torr och kalkhaltig mark, exempelvis torrängar, hällmarker, åkerrenar och vägkanter. Den finns också i odlad form.

## Habitat
Utbredningen är i Sverige begränsad till Öland och Gotland. I Danmark enbart på Bornholm. I övriga södra och östliga Europa finns våradonis lokalt på många platser. I ett cirkumpolärt band i Asien är den allmän.

### Utbredningskartor
- Norden
- Norra halvklotet

## Etymologi
- Adonis, blomman är lika vacker som den bildsköne grekiska guden Adonis, som uppvaktade kärlekens gudinna Afrodite.
- Vernalis av latin ver = vår, med syftning på växtens blomningstid på våren.

## Bygdemål
| Namn         | Trakt | Referens | Förklaring                                         |
| ------------ | ----- | -------- | -------------------------------------------------- |
|              |       |          |                                                    |
| Arontorpsros | Öland |          | Arontorp är en ort på Öland                        |
| Kastlöser    | Öland | [ 4 ]    | Kastlösa är en ort på Öland, där växten förekommer |

I Arontorp där blommar en ros.
Jag far min kos
från rosorna på strand.
Jag är en öländsk lättmatros,
och havet är mitt land.
Erik Axel Karlfeldt (Flora och Bellona, 1918)